# Didi Zanawi
Didi Zanawi – wieś w Gruzji, w regionie Samcche-Dżawachetia, w gminie Adigeni. W 2014 roku liczyła 297 mieszkańców.